# Tobias Balthasar Hold
Tobias Balthasar Hold (* um 1660 in Frankenhausen, Heiliges Römisches Reich; † 17. April 1721 in Temeswar, Habsburgermonarchie) war zwischen 1717 und 1721 der erste deutsche Bürgermeister der heute zu Rumänien gehörenden Stadt Timișoara.

## Leben

### Herkunft
Tobias Balthasar Hold wurde um 1660 – das genaue Geburtsdatum ist unbekannt – in Frankenhausen geboren; ebenfalls unbekannt ist, in welchem Frankenhausen. Anton Petri schwankt zwischen Frankenhausen in Hessen, Sachsen oder Thüringen, während William O’Reilly von Frankenhausen in Bayern spricht und Alex Leeb darauf hinweist, dass ein Ort namens Frankenhausen in Bayern nicht existiert.

### Erster deutscher Bürgermeister von Temeschburg
Am 1. Januar 1718 wurde der erste deutsche Magistrat in Temeschburg gegründet; einen „raizischen“ Magistrat gab es bereits mit Sitz in dem Gebäude, in dem sich heute das Nikolaus Lenau Lyzeum befindet.
Tobias Balthasar Hold, ein ehemaliger Militärarzt, kam 1717 nach Temeschburg und wurde im Oktober desselben Jahres zum ersten deutschen Bürgermeister der Stadt gewählt. Am 1. Januar 1718 fand die kirchliche und kurz danach die weltliche Amtseinführung statt.
Unter Tobias Balthasar Hold begann der Wiederaufbau der vom Krieg zerstörten Festung Temeschburg. 1720 wurde er ein zweites Mal zum Bürgermeister der Stadt gewählt und hatte das Amt bis zu seinem Tod inne.